# Parafia św. Marcina Biskupa i Wyznawcy w Starych Tarnowicach

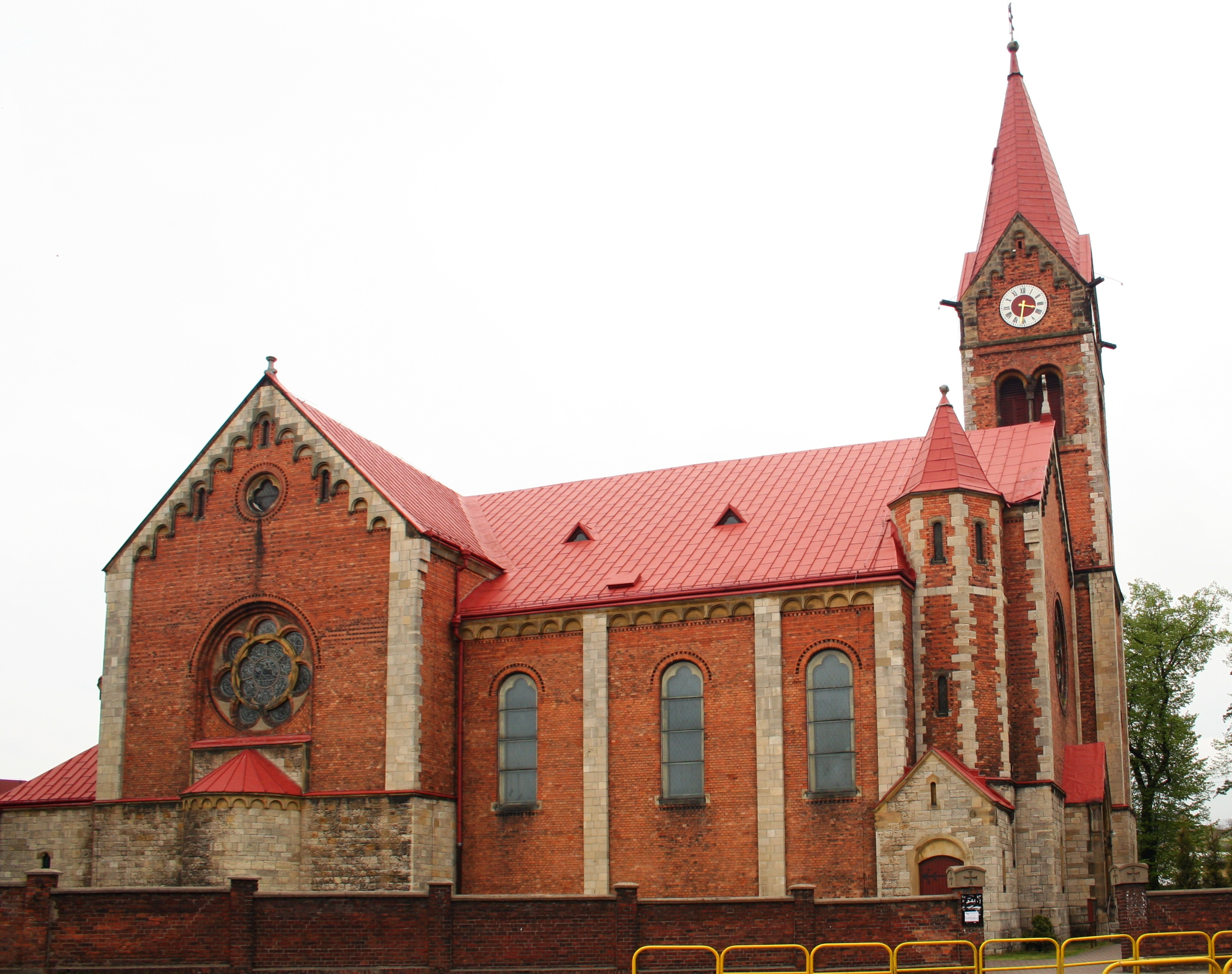
Kościół parafialny

Parafia Świętego Marcina Biskupa i Wyznawcy w Tarnowskich Górach-Starych Tarnowicach – należy do diecezji gliwickiej (dekanat Tarnowskie Góry).
Proboszczem parafii od 2021 r. jest ks. Dariusz Wachowski. 
Do parafii należy ok. 5800 mieszkańców.

## Historia parafii
Parafia została erygowana na mocy dekretu biskupa Wojciecha Jastrzębca z 15 kwietnia 1415 r. 
Wybudowany przed 1400 r. kościół pw. św. Marcina (filia parafii Repty) stał się kościołem parafialnym – przez około 100 lat Stare Tarnowice podlegały pod parafię w Reptach.
Kościół został rozbudowany w 1707 r., a w 1708 konsekrowany. 
Z powodu rosnącej liczby wiernych, kościół stał się niewystarczający, dlatego postanowiono wybudować nową świątynię.
Nowy kościół pw. św. Marcina budowano w latach 1899-1902, a poświęcenia dokonano 25 sierpnia 1902 r.
Stary Kościół, po wybudowaniu nowej świątyni, zaczął pełnić funkcję kaplicy cmentarnej.
Do parafii należały: 
- do 1887 r. Rybna i Strzybnica,
- do 1926 r. Lasowice,
- do 1945 r. Sowice[a],
- do 1985 r. Opatowice[2].

W 2015 r. parafia obchodziła 600-lecie powstania.

## Duszpasterze

### Proboszczowie
- ks. Franciszek (1415–?)
- ks. Czaciński (?–1515)
- ks. Andrzej Warkoszowicz (1645–1652)
- ks. Stanisław Plotowski (1652–1669)
- ks. Jan Koklicius (1669–1690)
- ks. Wojciech Wieczorkowicz (1691–1695)
- ks. Wojciech Otrębowski (1695–1733)
- ks. Maciej Widla (1734–1746)
- ks. Tomasz Kucewicz (1746–1747)
- ks. Jan Szramek (1747–1782)
- ks. Józef Parol (1782–1785)
- ks. Piotr Nyko (1785–1822)
- ks. Michał Ducka (1822–1840)
- ks. Antoni Bursig (1841–1880)
- ks. Antoni Thomas (1883–1887
- ks. Ludwig Wandczoch (1887–1895)
- ks. Ludwig Spohr (1895–1919)
- ks. August Grochowina (1919–1924)
- ks. Konstanty Twórz (1924–1951)
- ks. Franciszek Adamczak (1951–1974)
- ks. Arkadiusz Kowalczyk (1974–1983)
- ks. Antoni Pohl (1983–1986)
- ks. Józef Jaksik (1986–1995)
- ks. Krzysztof Żak (od 1 sierpnia 1995 r.–31 sierpnia 2021)
- ks. Dariusz Wachowski – proboszcz od 1 września 2021 r[6].

## Ulice należące do parafii
- Bałkańska, Doniecka, Janasa, Miedziana, Na wzgórzu, Niedziałkowskiego, Panoramiczna, Parkowe Wzgórze, Poczdamska, Przy Parku, Pszczela, Pyskowicka, Repecka, Skrzypczyka, Srebrna, Szczęśliwa, Śniadeckiego, Widokowa, Włoska, Kardynałą Stefana Wyszyńskiego[1][2].

## Msze Święte
Niedziele i Święta
7:00, 9:00, 11:00; 16:30 – w okresie wakacyjnym 19:00
Dni powszednie
7:00, 18:00
Soboty
7:00, 17:00